# Мисфитс
Мисфитс (на английски: Misfits) са влиятелна американска пънк група създадена през 1977 г. в североизточната част на щата Ню Джърси, в близост до Ню Йорк, съществуваща и до днес. Мисфитс съществуват първоначално от 1977 – 1983 с вокалистът им Глен Данзиг, а по-късно един от ранните басисти на групата Джери Онли става новият вокал, който е и понастоящем вокалист на Мисфитс. Групата е популярна с рисунките на черепи, които изобилстват по обложките на албумите им и концертите и прическите им, които в лицевата част представляват намазана с гел тесен сноп коса спусната надолу по протежението на носа.
Често са класифицирани като предците на поджанра хорор пънк, тъй като смесват пънк рок и други музикални течения с филмови теми и образи от хорора. Основана е в Лоди. През първите 6 години от съществуването си, Данзиг и басиста Джери Онли са единствените постоянни членове. В този период издават няколко ий-пи-та и сингли, като братът на Онли, Дойл, е китарист. Албумите Walk Among Us (1982) и Earth A.D./Wolfs Blood (1983) са считани за фундамента на ранното пънк движение от началото на 80-те.
Разделят се през 1983 г. и Данзиг формира Самхейн, а след това и едноименната група Данзиг. След разпадането, няколко албуми са преиздадени, както и никога преди това издаван материал вижда свят. Музиката им става фактор в развитието на пънк рока, хевиметъла и алтърнатив рока от края на 90-те и началото на 21 век.
След съдебни спорове с Данзиг, Онли и Дойл спечелват правото да записват и да изпълняват като Мисфитс. Те формират нова версия на групата през 1995 г. заедно с певеца Майкъл Грейвс и барабаниста Доктор Чъд. Това преобразяване на Мисфитс има корени в хевиметъла, и те издават American Psycho (1997) и Famous Monsters (1999), преди да се разпаднат отново през 2000 г. Джери Онли поема вокалите, а китариста на Блек Флаг, Дез Кадена, и бившия барабанист на Рамоунс, Марки Рамоун, се включват за турнето за 25-ата годишнина.
С този състав групата издава албум с кавър песни, наречен Project 1950, и обикалят на турнета няколко години. През 2005 г. Рамоун е сменен с Робо, който е свирил с Блек Флаг в началото на 80-те и е бивш барабанист на Мисфитс от 1982 – 1983 г. Издават сингъла Land of the Dead през 2009 г. Текущият състав на Мисфитс, включващ Онли, Кадена и барабаниста Ерик Арк – Чупакабра, издават нов албум през октомври 2011 г., наречен The Devil's Rain.

## Влияние
Оказват влияние върху редица групи и изпълнители, като например Aiden, Metallica(Cliff Burton, James)
AFI, Alkaline Trio, Мерилин Менсън, Роб Зомби, Avenged Sevenfold, Wednesday 13 и Murderdolls. AFI например изпълняват песента им „Halloween“ в „All Hallow's EP“, „Last Caress“ в „Shut Your Mouth and Open Your Eyes“ и „Demonomania“ в „A Fire Inside EP“.

## Албуми
- Walk Among Us (Разходи се сред нас) (1982)
- Earth A.D. (Земя след христа) (1983)
- Static Age (Застинала епоха) (1997, записан през 1978)
- 12 Hits From Hell (12 хита от ада) (2001, записан през 1980)
- American Psycho (Американски психар) (1997)
- Famous Monsters (Известни чудовища) (1999)
- Project 1950 (Проект 1950) (2003)
- Неозаглавен (предстои 2007)